# 東布朗森 (佛羅里達州)
東布朗森（英語：East Bronson）是位於美國佛羅里達州李維縣的一個人口普查指定地區。

## 地理
東布朗森的座標為29°27′14″N 82°35′40″W / 29.45389°N 82.59444°W，而該地最高點為海拔高度18米（即59英尺）。

## 人口
根據2010年美國人口普查的數據，東布朗森的面積為29.60平方千米，當中陸地面積為29.60平方千米，而水域面積為0.00平方千米。當地共有人口1945人，而人口密度為每平方千米65人。